# 대한민국의 수석국무위원
대한민국의 수석국무위원(首席國務委員)은 1954년부터 1960년 6월 15일까지 존재한 대한민국의 정무직 공무원으로, 사사오입 개헌 때 잠정 폐지된 국무총리를 대체하는 직책이었다. 정부 서열 3위였으며, 대한민국 제1공화국 헌법상 외무부장관이 겸임하였다. 그러나 외무부장관이 현직자가 아닌 서리의 신분일 때는 내무부 장관이 수석국무위원을 겸하기도 했다. 1957년에는 내무부 장관을 수석국무위원으로 법을 개정하려 시도했으나 실패하였다.
외무부 장관이 부재시에는 내무부 장관, 재무부 장관 등의 순으로 수석국무위원직을 맡을 수 있었다.
형식적으로 수석국무위원직을 겸임하는 장관이 겸하는 것이었지만, 수석국무위원 부속기관이 별도로 존재하여 수석국무위원 공보실 등이 별도로 설치되어 있었다. 또한 수석국무위원은 해당 장관부처의 산하기관 외에 내각 사무처 등도 감독하였다. 1960년 6월 15일 3차 개헌 때 국무총리직이 부활하자 수석국무위원직은 폐지되고 허정 당시 수석국무위원 겸 외무부 장관은 헌법 부칙에 따라 국무총리에 자동 취임하였다. 이 시기 허정을 '내각수반'으로 칭하는 것은 관습상의 표현이고 당시에는 내각수반이라는 직책명이 법적으로 확립된 것은 아니었다. 다만 국가재건최고회의 시기의 내각수반은 국무총리를 공식적으로 대체하는 법률상의 직책이 맞았다.

## 역대 수석국무위원
- 1. 변영태(卞榮泰), 1954년 11월 30일 ~ 1955년 7월 28일, 외무부 장관으로 겸임
- 대리. 김형근(金亨根), 1955년 7월 29일 ~ 1956년 5월 19일, 내무부 장관으로 대리[4]
- 2. 김현철(金顯哲), 1956년 5월 19일[5] ~ 1956년 5월 26일, 재무부 장관으로 겸임
- 3. 이익흥(李益興), 1956년 5월 27일 ~ 1956년 12월 31일, 내무부 장관으로 겸임
- 4. 조정환(曺正煥), 1956년 12월 31일 ~ 1959년 12월 21일, 외무부 장관으로 겸임
- 대리. 최인규(崔仁圭), 1959년 12월 22일 ~ 1960년 3월 23일, 내무부 장관으로 겸임[6]
- 5. 홍진기(洪璡基), 1960년 3월 24일[7] ~ 1960년 4월 24일, 내무부 장관으로 겸임
- 6. 허정(許政), 1960년 4월 25일 ~ 1960년 6월 15일, 외무부 장관으로 겸임

## 같이 보기
- 제1공화국
- 대한민국의 국무총리
- 대한민국의 내각수반